# Crónica do exílio
A Crónica do Exílio (Chronica do exilio): publicação semanal,  iniciou a sua publicação no dia 31 de Outubro de 1912 em Paris, cidade de exílio de Aníbal Soares, autor e único interveniente desta publicação monárquica por excelência, cuja paixão é claramente anunciada ao ostentar a bandeira da monarquia portuguesa na totalidade  da capa. De resto, a preparação da nova restauração da monarquia e o tom de crítica à nova república são uma constante da Crónica, com a figura de Afonso Costa  como alvo preferencial do autor, que admite, “o sr. Afonso Costa é o governante ideal... para os seus adversários”. Após 39 números editados, em Novembro de 1913, a Crónica desaparece.